# Bolanden
Bolanden est une municipalité du land de Rhénanie-Palatinat en Allemagne, à mi-chemin entre Kaiserslautern et Mayence.